# Theretra luteotincta
Theretra luteotincta är en fjärilsart som beskrevs av Lucas 1891. Theretra luteotincta ingår i släktet Theretra och familjen svärmare. Inga underarter finns listade i Catalogue of Life.